# Selección de fútbol sub-20 de Irlanda del Norte
La Selección de fútbol sub-20 de Irlanda del Norte es el equipo que representa al país en el Mundial Sub-20 y en la Eurocopa Sub-19; y es controlado por la Irish Football Association.

## Palmarés
Milk Cup Elite Section: 4
1997, 2008, 2009, 2014

## Participaciones

### Copa Mundial de Fútbol Sub-20
| Año   | Resultado    | PJ           | PG           | PE*          | PP           | GF           | GC           |
| ----- | ------------ | ------------ | ------------ | ------------ | ------------ | ------------ | ------------ |
| 1977  | No clasificó | No clasificó | No clasificó | No clasificó | No clasificó | No clasificó | No clasificó |
| 1979  | No clasificó | No clasificó | No clasificó | No clasificó | No clasificó | No clasificó | No clasificó |
| 1981  | No clasificó | No clasificó | No clasificó | No clasificó | No clasificó | No clasificó | No clasificó |
| 1983  | No clasificó | No clasificó | No clasificó | No clasificó | No clasificó | No clasificó | No clasificó |
| 1985  | No clasificó | No clasificó | No clasificó | No clasificó | No clasificó | No clasificó | No clasificó |
| 1987  | No clasificó | No clasificó | No clasificó | No clasificó | No clasificó | No clasificó | No clasificó |
| 1989  | No clasificó | No clasificó | No clasificó | No clasificó | No clasificó | No clasificó | No clasificó |
| 1991  | No clasificó | No clasificó | No clasificó | No clasificó | No clasificó | No clasificó | No clasificó |
| 1993  | No clasificó | No clasificó | No clasificó | No clasificó | No clasificó | No clasificó | No clasificó |
| 1995  | No clasificó | No clasificó | No clasificó | No clasificó | No clasificó | No clasificó | No clasificó |
| 1997  | No clasificó | No clasificó | No clasificó | No clasificó | No clasificó | No clasificó | No clasificó |
| 1999  | No clasificó | No clasificó | No clasificó | No clasificó | No clasificó | No clasificó | No clasificó |
| 2001  | No clasificó | No clasificó | No clasificó | No clasificó | No clasificó | No clasificó | No clasificó |
| 2003  | No clasificó | No clasificó | No clasificó | No clasificó | No clasificó | No clasificó | No clasificó |
| 2005  | No clasificó | No clasificó | No clasificó | No clasificó | No clasificó | No clasificó | No clasificó |
| 2007  | No clasificó | No clasificó | No clasificó | No clasificó | No clasificó | No clasificó | No clasificó |
| 2009  | No clasificó | No clasificó | No clasificó | No clasificó | No clasificó | No clasificó | No clasificó |
| 2011  | No clasificó | No clasificó | No clasificó | No clasificó | No clasificó | No clasificó | No clasificó |
| 2013  | No clasificó | No clasificó | No clasificó | No clasificó | No clasificó | No clasificó | No clasificó |
| 2015  | No clasificó | No clasificó | No clasificó | No clasificó | No clasificó | No clasificó | No clasificó |
| 2017  | No clasificó | No clasificó | No clasificó | No clasificó | No clasificó | No clasificó | No clasificó |
| 2019  | No clasificó | No clasificó | No clasificó | No clasificó | No clasificó | No clasificó | No clasificó |
| 2023  | No clasificó | No clasificó | No clasificó | No clasificó | No clasificó | No clasificó | No clasificó |
| 2025  | No clasificó | No clasificó | No clasificó | No clasificó | No clasificó | No clasificó | No clasificó |
| Total | 0/24         | 0            | 0            | 0            | 0            | 0            | 0            |

* Los empates incluyen los partidos que se decidieron por penales.

### Eurocopa Sub-18/Sub-19
| Año   | Ronda          | J             | G             | E             | P             | GF            | GC            |
| ----- | -------------- | ------------- | ------------- | ------------- | ------------- | ------------- | ------------- |
| 1948  | Primera ronda  | 2             | 1             | 0             | 1             | 5             | 9             |
| 1949  | 4º Lugar       | 3             | 0             | 1             | 2             | 3             | 10            |
| 1950  | No participó   | No participó  | No participó  | No participó  | No participó  | No participó  | No participó  |
| 951   | 4º Lugar       | 3             | 1             | 0             | 2             | 3             | 3             |
| 1952  | No participó   | No participó  | No participó  | No participó  | No participó  | No participó  | No participó  |
| 1953  | 15º Lugar      | 4             | 1             | 0             | 3             | 11            | 16            |
| 1954  | Fase de grupos | 4             | 0             | 0             | 4             | 4             | 20            |
| 1955  | Fase de grupos | 3             | 1             | 0             | 2             | 2             | 9             |
| 1956  | No participó   | No participó  | No participó  | No participó  | No participó  | No participó  | No participó  |
| 1957  | No participó   | No participó  | No participó  | No participó  | No participó  | No participó  | No participó  |
| 1958  | No participó   | No participó  | No participó  | No participó  | No participó  | No participó  | No participó  |
| 1959  | No participó   | No participó  | No participó  | No participó  | No participó  | No participó  | No participó  |
| 1960  | No participó   | No participó  | No participó  | No participó  | No participó  | No participó  | No participó  |
| 1961  | No participó   | No participó  | No participó  | No participó  | No participó  | No participó  | No participó  |
| 1962  | No participó   | No participó  | No participó  | No participó  | No participó  | No participó  | No participó  |
| 1963  | Finalista      | 5             | 2             | 2             | 1             | 9             | 11            |
| 1964  | Fase de grupos | 2             | 1             | 0             | 1             | 3             | 2             |
| 1965  | No participó   | No participó  | No participó  | No participó  | No participó  | No participó  | No participó  |
| 1966  | No participó   | No participó  | No participó  | No participó  | No participó  | No participó  | No participó  |
| 1967  | No participó   | No participó  | No participó  | No participó  | No participó  | No participó  | No participó  |
| 1968  | No participó   | No participó  | No participó  | No participó  | No participó  | No participó  | No participó  |
| 1969  | No participó   | No participó  | No participó  | No participó  | No participó  | No participó  | No participó  |
| 1970  | No participó   | No participó  | No participó  | No participó  | No participó  | No participó  | No participó  |
| 1971  | No participó   | No participó  | No participó  | No participó  | No participó  | No participó  | No participó  |
| 1972  | No participó   | No participó  | No participó  | No participó  | No participó  | No participó  | No participó  |
| 1973  | No participó   | No participó  | No participó  | No participó  | No participó  | No participó  | No participó  |
| 1974  | No participó   | No participó  | No participó  | No participó  | No participó  | No participó  | No participó  |
| 1975  | Fase de grupos | 3             | 1             | 1             | 1             | 3             | 4             |
| 1976  | Fase de grupos | 3             | 0             | 0             | 3             | 3             | 10            |
| 1977  | Fase de grupos | 3             | 2             | 0             | 1             | 3             | 2             |
| 1978  | No participó   | No participó  | No participó  | No participó  | No participó  | No participó  | No participó  |
| 1979  | No clasificó   | No clasificó  | No clasificó  | No clasificó  | No clasificó  | No clasificó  | No clasificó  |
| 1980  | Fase de grupos | 3             | 0             | 1             | 2             | 2             | 4             |
| 1981  | No clasificó   | No clasificó  | No clasificó  | No clasificó  | No clasificó  | No clasificó  | No clasificó  |
| 1982  | No clasificó   | No clasificó  | No clasificó  | No clasificó  | No clasificó  | No clasificó  | No clasificó  |
| 1983  | No clasificó   | No clasificó  | No clasificó  | No clasificó  | No clasificó  | No clasificó  | No clasificó  |
| 1984  | No clasificó   | No clasificó  | No clasificó  | No clasificó  | No clasificó  | No clasificó  | No clasificó  |
| 1986  | No clasificó   | No clasificó  | No clasificó  | No clasificó  | No clasificó  | No clasificó  | No clasificó  |
| 1988  | No clasificó   | No clasificó  | No clasificó  | No clasificó  | No clasificó  | No clasificó  | No clasificó  |
| 1990  | No clasificó   | No clasificó  | No clasificó  | No clasificó  | No clasificó  | No clasificó  | No clasificó  |
| 1992  | No clasificó   | No clasificó  | No clasificó  | No clasificó  | No clasificó  | No clasificó  | No clasificó  |
| 1993  | No clasificó   | No clasificó  | No clasificó  | No clasificó  | No clasificó  | No clasificó  | No clasificó  |
| 1994  | No clasificó   | No clasificó  | No clasificó  | No clasificó  | No clasificó  | No clasificó  | No clasificó  |
| 1995  | No clasificó   | No clasificó  | No clasificó  | No clasificó  | No clasificó  | No clasificó  | No clasificó  |
| 1996  | No clasificó   | No clasificó  | No clasificó  | No clasificó  | No clasificó  | No clasificó  | No clasificó  |
| 1997  | No clasificó   | No clasificó  | No clasificó  | No clasificó  | No clasificó  | No clasificó  | No clasificó  |
| 1998  | No clasificó   | No clasificó  | No clasificó  | No clasificó  | No clasificó  | No clasificó  | No clasificó  |
| 1999  | No clasificó   | No clasificó  | No clasificó  | No clasificó  | No clasificó  | No clasificó  | No clasificó  |
| 2000  | No clasificó   | No clasificó  | No clasificó  | No clasificó  | No clasificó  | No clasificó  | No clasificó  |
| 2001  | No clasificó   | No clasificó  | No clasificó  | No clasificó  | No clasificó  | No clasificó  | No clasificó  |
| 2002  | No clasificó   | No clasificó  | No clasificó  | No clasificó  | No clasificó  | No clasificó  | No clasificó  |
| 2003  | No clasificó   | No clasificó  | No clasificó  | No clasificó  | No clasificó  | No clasificó  | No clasificó  |
| 2004  | No clasificó   | No clasificó  | No clasificó  | No clasificó  | No clasificó  | No clasificó  | No clasificó  |
| 2005  | Fase de grupos | 3             | 0             | 0             | 3             | 2             | 4             |
| 2006  | No clasificó   | No clasificó  | No clasificó  | No clasificó  | No clasificó  | No clasificó  | No clasificó  |
| 2007  | No clasificó   | No clasificó  | No clasificó  | No clasificó  | No clasificó  | No clasificó  | No clasificó  |
| 2008  | No clasificó   | No clasificó  | No clasificó  | No clasificó  | No clasificó  | No clasificó  | No clasificó  |
| 2009  | No clasificó   | No clasificó  | No clasificó  | No clasificó  | No clasificó  | No clasificó  | No clasificó  |
| 2010  | No clasificó   | No clasificó  | No clasificó  | No clasificó  | No clasificó  | No clasificó  | No clasificó  |
| 2011  | No clasificó   | No clasificó  | No clasificó  | No clasificó  | No clasificó  | No clasificó  | No clasificó  |
| 2012  | No clasificó   | No clasificó  | No clasificó  | No clasificó  | No clasificó  | No clasificó  | No clasificó  |
| 2013  | No clasificó   | No clasificó  | No clasificó  | No clasificó  | No clasificó  | No clasificó  | No clasificó  |
| 2014  | No clasificó   | No clasificó  | No clasificó  | No clasificó  | No clasificó  | No clasificó  | No clasificó  |
| 2015  | No clasificó   | No clasificó  | No clasificó  | No clasificó  | No clasificó  | No clasificó  | No clasificó  |
| 2016  | No clasificó   | No clasificó  | No clasificó  | No clasificó  | No clasificó  | No clasificó  | No clasificó  |
| 2017  | No clasificó   | No clasificó  | No clasificó  | No clasificó  | No clasificó  | No clasificó  | No clasificó  |
| 2018  | No clasificó   | No clasificó  | No clasificó  | No clasificó  | No clasificó  | No clasificó  | No clasificó  |
| 2019  | No clasificó   | No clasificó  | No clasificó  | No clasificó  | No clasificó  | No clasificó  | No clasificó  |
| 2020  | Cancelado      | Cancelado     | Cancelado     | Cancelado     | Cancelado     | Cancelado     | Cancelado     |
| 2021  | Cancelado      | Cancelado     | Cancelado     | Cancelado     | Cancelado     | Cancelado     | Cancelado     |
| 2022  | No clasificó   | No clasificó  | No clasificó  | No clasificó  | No clasificó  | No clasificó  | No clasificó  |
| 2023  | No clasificó   | No clasificó  | No clasificó  | No clasificó  | No clasificó  | No clasificó  | No clasificó  |
| 2024  | Fase de grupos | 3             | 0             | 1             | 2             | 0             | 5             |
| 2025  | Por definirse  | Por definirse | Por definirse | Por definirse | Por definirse | Por definirse | Por definirse |
| Total | 14/70          | 44            | 10            | 6             | 28            | 53            | 109           |